# Viktor Ponědělnik
Viktor Vladimirovič Ponědělnik, rusky Виктор Владимирович Понедельник (22. květen 1937, Rostov na Donu – 5. prosince 2020, Moskva) byl ruský fotbalista, jenž reprezentoval někdejší Sovětský svaz. Hrával na pozici útočníka.
Za sovětskou reprezentaci odehrál 29 utkání a vstřelil 20 branek. Vyhrál s ní historicky první mistrovství Evropy roku 1960 (tehdy nazývané Pohár národů) a UEFA ho zařadila i do all-stars týmu tohoto turnaje. Na druhém evropském šampionátu roku 1964 pak získal stříbrnou medaili. Zúčastnil se též mistrovství světa roku 1962.